# Йоганнес Дікман
Йоганнес Дікманн (нім. Johannes Dieckmann; 19 січня 1893, Фішергуде, Нижня Саксонія — 22 лютого 1969, Берлін) — німецький журналіст і політичний діяч НДР. Член ЛДПН. Голова Народної палати НДР у 1949—1969 роках.

## Біографія
Дікман народився в сім'ї священника. Після закінчення школи вивчав економіку та філософію в Берліні, Гісені та Геттінгені. В 1916 році був покликаний в армію. У 1918 році був обраний головою ради робітничих і солдатських депутатів.
Після Першої світової війни вступив у Німецьку народну партію і був одним з найближчих соратників Густав Штреземан. В 1929—1930 і 1933 роках був депутатом ландтагу Саксонії. У 1939 році був призваний в вермахт. У 1941 році демобілізувався з армії. У 1944 році перебував під наглядом гестапо через участь його двоюрідного брата Альбрехта Мерца фон Квірнхайма у замаху на Гітлера.
Після Другої світової війни вступив у ЛДПН, що увійшла в Національний фронт НДР. У 1949—1969 роках був депутатом Народної палати НДР та заступником голови ЛДПН. У 1949 і 1960 роках виконував обов'язки президента НДР. У 1963—1968 роках очолював Товариство німецько-радянської дружби.

## Нагороди
- орден «За заслуги перед Вітчизною» у золоті (1954) і почесна пряжка в золоті до нього (1965);
- орден «Знамя праці»
- орден Трудового Червоного Прапора (18.01.1968)